# Maliangia
Maliangia là một chi bướm đêm thuộc họ Erebidae.